# Hans Wajandt
Hans Wajandt (* 16. November 1938) ist ein deutscher ehemaliger Fußballspieler. Von 1958 bis 1960 spielte er für die Betriebssportgemeinschaft (BSG) Motor Zwickau in der DDR-Oberliga, der höchsten Liga im DDR-Fußball.

## Sportliche Laufbahn
Als 19-Jähriger bestritt Hans Wajandt 1958 (Kalenderjahr-Saison) seine erste Oberligasaison. Nach bisher fünf sieglosen Spielen änderte Trainer Karl Dittes die Zusammensetzung der Mannschaft und stellte auch zwei neue Spieler auf. Einer war Hans Wajandt, der als Rechtsaußenstürmer eingesetzt wurde. Er erzielte den 2:0-Siegtreffer über den SC Einheit Dresden. Dittes hielt an dem jungen Stürmer auch weiter fest und ließ ihn bis zum Saisonende in weiteren 14 Oberligabegegnungen spielen, in denen Wajandt noch ein weiteres Tor erzielte. In den beiden folgenden Spielzeiten gelang es Wajandt jedoch nicht, sich einen Stammplatz zu erobern. Sowohl 1959 wie auch 1960 kam er nur auf sechs Oberligaeinsätze, bei denen er auch ohne Torerfolg blieb. Stattdessen wurde er in den Spielen der Reservemannschaft eingesetzt, die parallel zur Oberligameisterschaft ausgetragen wurden. Dort war Wajandt vier Spielzeiten lang Stammspieler der Zwickauer, wurde vorwiegend im Sturm aufgeboten und gehörte stets zu den Torschützen der Mannschaft.
Bereits am Ende der Saison 1962/63 bestritt Hans Wajandt sechs Punktspiele für die DDR-Liga-Mannschaft BSG Aktivist „Karl Marx“ Zwickau, obwohl er noch zur Reservemannschaft von Motor Zwickau gehörte. Mit Beginn der Saison 1963/64 war er offiziell Spieler der BSG Aktivist, wo er sich in zwei Spielzeiten ebenfalls einen Stammplatz eroberte. 1963/64 und 1964/65 absolvierte er, weiterhin als Stürmer eingesetzt, jeweils 29 der 30 ausgetragenen Ligaspiele und erzielte sechs Tore. Für die Saison 1965/66 war er noch für die 1. Mannschaft von Aktivist Zwickau gemeldet worden, kam aber dort nicht mehr zum Einsatz.
Nachdem Hans Wajandt 1973 noch ein Punktspiel für den DDR-Ligisten Motor Werdau absolviert hatte, beendete 35-jährig seine Laufbahn im höherklassigen Fußball.